# Ambush marketing
Ambush marketing is een marketingactie waarbij een bedrijf of merk zichzelf associeert met en deelneemt aan een specifiek evenement zonder hiervoor sponsorgelden te betalen. De bedrijfsnaam of het merk worden tijdens dit evenement duidelijk onder de aandacht gebracht bij zowel de doelgroep als eventueel aanwezige media.
Ambush is het Engelse woord voor hinderlaag of valstrik. Hiermee wordt het guerrilla-achtige verrassingseffect van een dergelijke actie benadrukt. De term werd in de jaren 80 bedacht door marketingstrateeg Jerry Welsh toen hij voor American Express werkte.

## Voorbeeld
Voor het WK Voetbal 2010 bracht het biermerk Bavaria een oranje jurkje in omloop, de Dutch Dress. Tijdens de wedstrijd Nederland-Denemarken op 14 juni 2010 werden 36 vrouwen met een Bavariajurk, ook wel bekend als de “Bavaria Babes” op last van de FIFA uit het Oranje-supportersvak verwijderd en gearresteerd. Hiermee haalde Bavaria de nationale en internationale pers.
Het concurrerende biermerk Budweiser was een van de officiële sponsors van het WK. Bavaria is geen commerciële partner van de FIFA. Volgens de Wereldvoetbalbond maakten de babes zich schuldig aan ambushmarketing door in korte jurkjes sluikreclame te maken voor Bavaria. Uiteindelijk trof Bavaria een schikking met de FIFA vlak voor aanvang van het proces en konden de dames alsnog naar huis.